# Symbol (Informatik)
In manchen Programmiersprachen existiert ein eigener Datentyp Symbol, der meist die Bedeutung eines Flags (eine Art Identifikator) besitzt. Jedoch kann nicht „dem Symbol true oder false“ zugewiesen werden, sondern „es ist vorhanden oder nicht vorhanden“. Ein Symbol ist nahe verwandt mit dem Identifier (englisch für Identifikator), ist jedoch keine Variable, da ein Symbol keinen Wert besitzen kann. Mitunter ist auch der Name des Symbols im Sinne einer Zeichenkette von Bedeutung.
Die beiden Verwendungsarten „Flag“ und „Zeichenkette“ werden z. B. von Common Lisp und Scheme unterstützt. Symbole ähneln den Einträgen von Aufzählungstypen. In manchen Sprachen kann einem Symbol auch ein Wert zugewiesen werden.

## Beispiele

### Datentyp (Scheme)
In vielen funktionalen Sprachen wie z. B. Common Lisp oder Scheme ist „Symbol“ direkt ein Datentyp:
```
(
define
 
l_colour

        
(
list
 
'red
 
'green
 
'blue
 
'cyan
 
'magenta
 
'yellow
 
'white
 
'black
 
'gray
 
'brown
)

)

(
equals?
 
'red
 
(
car
 
l_colour
))

->
 
#t
rue

(
symbol->string
 
(
car
 
l_colour
))

->
 
green

```

Hier sind red, green, blue usw. Symbole, die in die Liste l_colour aufgenommen werden.
Die letzte Anweisung nimmt das zweite Element der Liste und wandelt es in einen String; der Rückgabewert ist dann green.

### JavaScript
Symbole sollen in JavaScript als Schlüsselwerte für Map- und Object-Elemente verwendet werden. Ein Symbol ist immer einmalig, d. h.
```
let
 
a
 
=
 
Symbol
(
'x'
);

let
 
b
 
=
 
Symbol
(
'x'
);

```

```
a
 ist 
ungleich
 
b
. Dies kann explizit geändert werden, indem
```

```
let
 
a
 
=
 
Symbol
.
for
(
'x'
);

let
 
b
 
=
 
Symbol
.
for
(
'x'
);

```

```
verwendet wird; nun gilt 
a === b
.
```

### C-Präprozessor
Auch der C-Präprozessor kennt Symbole:
```
// Ein Symbol anlegen:

#define mySymbol

// Wenn das Symbol gesetzt ist, dann ...

#ifdef mySymbol

  
// ...

#endif

```